# デビッド・ワイズ
デビッド・ワイズ（英: David Wise）は、イギリスのゲームミュージックの作曲家である。

## 来歴・人物
1985年にイギリスのゲーム会社であるレア社に入社し、2009年に退社するまで同社の多くの作品で音楽を手掛けた。アンビエントとカリビアンな作風で知られ、自然環境音を打楽器と混ぜたようなエレクトロやワールドミュージック系の曲を多く作曲している。また、ソウルミュージック系の曲も手掛けている。
1994年からはレア社開発・任天堂発売のスーパーファミコン用ソフト『スーパードンキーコング』シリーズの音楽を手掛け、同シリーズの大ヒットによってワイズの楽曲が脚光を浴びる。ワイズは同シリーズで、打楽器的な効果音を主題とし、多様な環境のステージに応じて多彩なスタイルの音楽を取り入れた。ワイズはゲーム雑誌「エレクトロニック・ゲーミング・マンスリー」の1996年1月号で、自身の旅行の経験が同シリーズのサウンドやムードを形作っており、『スーパードンキーコング2』の音楽は「パリでの実験段階（Experimental Paris phase）」と称する時期に作曲したものであると語っている。『スーパードンキーコング3』ではワイズに代わりイーブリン・フィッシャーが音楽を担当しているが、ゲームボーイアドバンス（GBA）への移植版では楽曲が全面的に差し替えられており、ワイズはGBA版の新曲を手掛けた。
ワイズは、広い分野の音楽的な影響を受けた。初めに習った楽器こそピアノだが、後にトランペットを、さらにはドラムセットを青春期に学んでいる。また、アルトサックスを吹く姿も見られる。彼は青年時代に複数のバンドで活動し、2004年の時点でもあるバンドで現役だった。
レア社のウェブサイトに投稿された質問に対する彼の返答によれば、彼の同社での経歴は2人の創設者と偶然出会ったことに始まると言う。「私は音楽店で2人の客、スタンパー兄弟 (en) にヤマハCX5ミュージックコンピュータの実演をしていた。私はデモ用に曲を書きプログラミングしていた。彼らは私に仕事をくれた。」
2009年10月の下旬、OverClocked ReMixから、非公式のドンキーコング2リミックスアルバム『Serious Monkey Business』向けにワイズがリミックスを作成していると発表された。グラント・カークホープやロビン・ビーンランド (en:Robin Beanland) もこのリミックスに加わっており、それぞれギターとトランペットを担当している。『Serious Monkey Business』は2010年3月15日にリリースされ、デビッドワイズの担当した'Re-Skewed'はトラックの33番に収録。
『Serious Monkey Business』と同様に、ワイズは彼自身の作品であるGBA版の"Jungle Jitter"のリミックスを、非公式のドンキーコング3リミックスアルバム『Double the Trouble』に提供する予定である。このアルバムはSFC版とGBA版双方のサウンドトラックを取り上げているが、特に後者は自身が作曲した物である。
2009年10月30日、彼はレア社からの退職を明らかにした。今後は、フリーのコンポーザー及びサウンドデザイナーとして活動を続けていくこととなる。
その後のインタビューで彼が言及したところによれば、2010年12月の時点で'David Wise Sound Studio'と呼ばれる新しい個人スタジオを保有している。
2013年6月11日、E3の現地にて任天堂の'Wii U Software Showcase'が行われた。会場内で出展されたレトロスタジオ開発の『スーパードンキーコング』シリーズ最新作『ドンキーコング トロピカルフリーズ』ブースの開発者による説明会で、今作のコンポーザーとしてワイズが参加している事が分かった。
2023年1月6日、お笑いコンビ・カミナリが自身のYouTubeチャンネル「カミナリの記録映像」にてワイズの音楽を取り上げた動画を数本投稿したのち、同年4月にはカミナリの2人が実際にイギリスへと出向き、ワイズと約30分にわたる独占インタビューを敢行。これをキッカケに2024年4月13日にはライブイベント『カミナリの記録ライヴ ～素晴らしきデビッド・ワイズの世界～』（会場：東京・東京国際フォーラム ホールC）が開催され、ワイズがゲストとして出演。カミナリのYouTubeを通して募集された質問に応えるインタビュー、ワイズが『スーパードンキーコング』シリーズの楽曲を生演奏するライブコーナー等を行った。同年5月にはライブの模様の一部がカミナリのYouTubeで公開されている。

## 作品

### 1987
- Slalom (en) - NES
- 伝説の騎士エルロンド - NES
- Pirates! - NES

### 1988
- R.C. Pro-Am (en) - NES
- Wheel of Fortune (en) - NES
- Jeopardy! (en) - NES
- Anticipation (en) - NES

### 1989
- マーブルマッドネス - NES
- World Games - (en) - NES
- WWF WrestleMania (en) - NES
- Sesame Street 123 (en) - NES
- John Elway's Quarterback (en) - NES
- California Games (en) - NES
- Taboo: The Sixth Sense (en) - NES
- Sesame Street ABC (en) - NES
- Hollywood Squares (en) - NES
- Who Framed Roger Rabbit (en) - NES
- Jordan vs. Bird: One on One (en) - NES
- Cobra Triangle (en) - NES
- Ironsword: Wizards & Warriors II (en) - NES
- Wheel of Fortune Junior Edition - NES
- Jeopardy! Junior Edition - NES
- Silent Service (en) - NES

### 1990
- Double Dare (en) - NES
- Wheel of Fortune Family Edition - NES
- Jeopardy! 25th Anniversary Edition - NES
- The Amazing Spider-Man (en) - Game Boy
- Captain Skyhawk (en) - NES
- Pin*Bot (en) - NES
- Snake Rattle 'n' Roll (en) - NES
- Wizards & Warriors X: The Fortress of Fear (en) - Game Boy
- NARC (en) - NES
- A Nightmare on Elm Street (en) - NES
- Super Glove Ball (en) - NES
- Cabal (en) - NES
- Time Lord (en) - NES
- Arch Rivals (en) - NES
- WWFレッスルマニアチャレンジ (en) - NES
- Solar Jetman: Hunt for the Golden Warpship (en) - NES

### 1991
- Digger T. Rock (en) - NES
- WWFスーパースターズ (en) - Game Boy
- バトルトード - NES
- バトルトード - GameBoy
- Beetlejuice (en) - NES
- Super R.C. Pro-Am (en) - Game Boy
- High Speed (en) - NES
- Sneaky Snakes (en) - Game Boy
- Sesame Street ABC & 123 (en) - NES

### 1992
- Wizards & Warriors III (en) - NES
- Beetlejuice (en) - Game Boy
- Danny Sullivan's Indy Heat (en) - NES
- R.C. Pro-Am II (en) - NES
- Championship Pro-Am (en) - Mega Drive

### 1993
- バトルトード - Mega Drive, Game Gear
- Battletoads & Double Dragon (en) - NES, Mega Drive, SNES, Game Boy
- Battletoads in Battlemaniacs (en) - SNES
- Battletoads in Ragnarok's World - Game Boy
- X The Ball - Arcade
- Snake Rattle 'n' Roll (en) - Mega Drive

### 1994
- Monster Max (en) - Game Boy
- バトルトード - Arcade
- スーパードンキーコング - SNES（ロビン・ビーンランド、イーヴリン・フィッシャー (en:Eveline Fischer) との共作[10]）

### 1995
- スーパードンキーコングGB - Game Boy（グリーム・ノーゲート (en) との共作）
- スーパードンキーコング2 - SNES

### 1996
- スーパードンキーコング3 - SNES（イーブリン・フィッシャーとの共作[11]）

### 1997
- ディディーコングレーシング - N64

### 1999
- Mickey's Racing Adventure - GBC

### 2000
- ドンキーコング2001 - GBC

### 2002
- スターフォックスアドベンチャー - GCN

### 2004
- It's Mr. Pants - GBA（追加的な効果音）

### 2005
- スーパードンキーコング3 - GBA

### 2007
- ディディーコングレーシング - DS

### 2008
- あつまれ!ピニャータ: Pocket Paradise (en) - DS
- War World (en) - Xbox 360

### 2013
- Tengami - iOS
- Sorchry! - iOS

### 2014
- ドンキーコング トロピカルフリーズ - Wii U
- Tengami - Wii U/Windows/OS X

### 2017
- Snake Pass - PS4/Xbox One /Nintendo Switch/Windows
- Yooka-Laylee - PS4/Xbox One/Nintendo Switch/Windows
- スターゴースト - Nintendo Switch

### 2018
- ドンキーコング トロピカルフリーズ - Nintendo Switch

### 2019
- Yooka-Layleeとインポッシブル迷宮 - Nintendo Switch/Xbox One/PS4/PC

### 2020
- TAMARIN - PS4/PC

### 2024
- Nikoderiko: The Magical World - PS5/Xbox Series X|S/Nintendo Switch/PC
- Gimmick! 2 - PS4/PS5/Xbox Series X|S/Nintendo Switch/PC

### 2025
- RATATAN(ラタタン) - PS4/PS5/Xbox Series X|S/Nintendo Switch/PC